# Novo Santo Antônio (Mato Grosso)
Novo Santo Antônio is een gemeente in de Braziliaanse deelstaat Mato Grosso. De gemeente telt 2.325 inwoners (schatting 2009).